# Ruderclub Germania von 1929

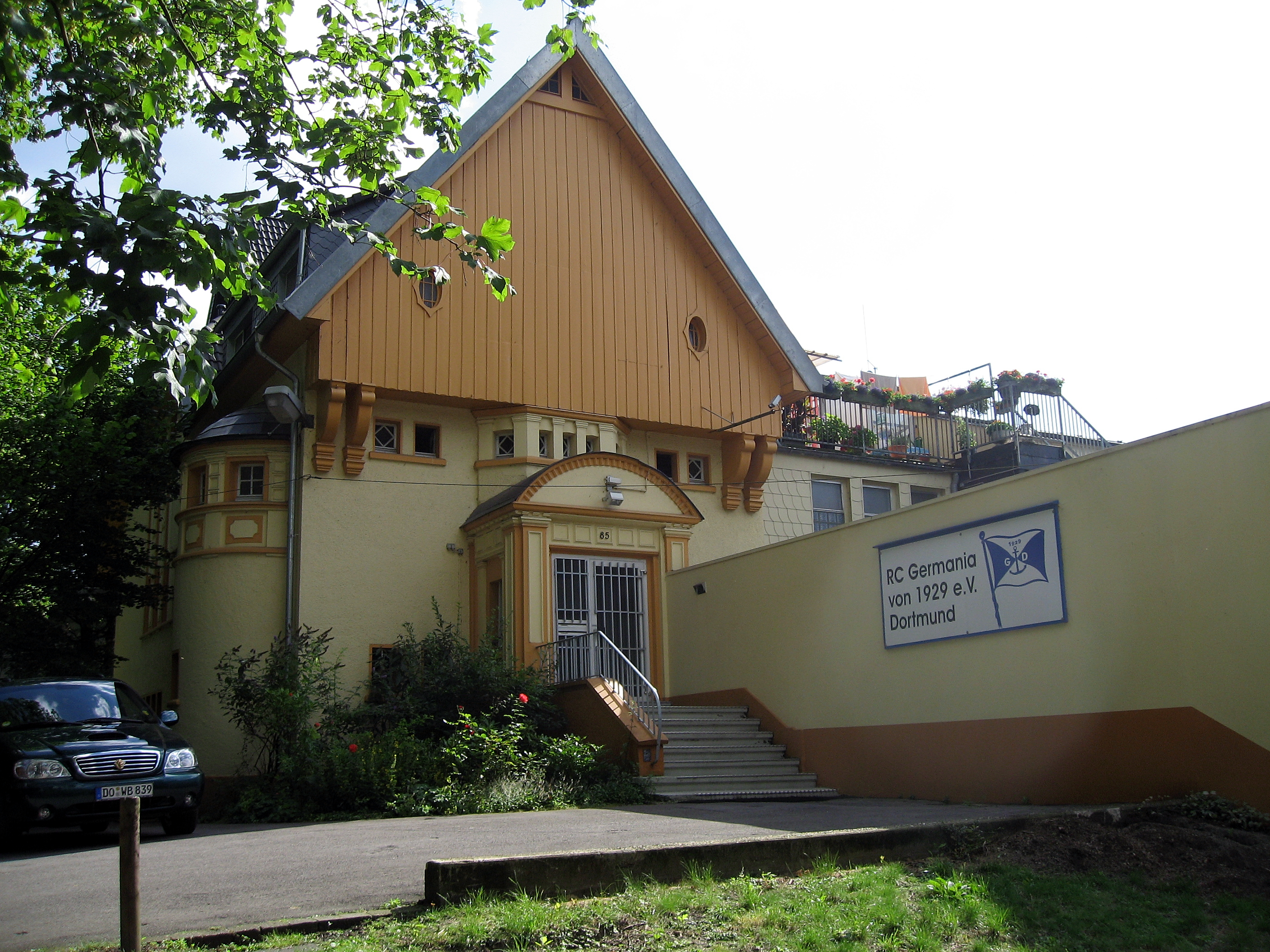
Städtisches Bootshaus, Sitz des RC Germania Dortmund

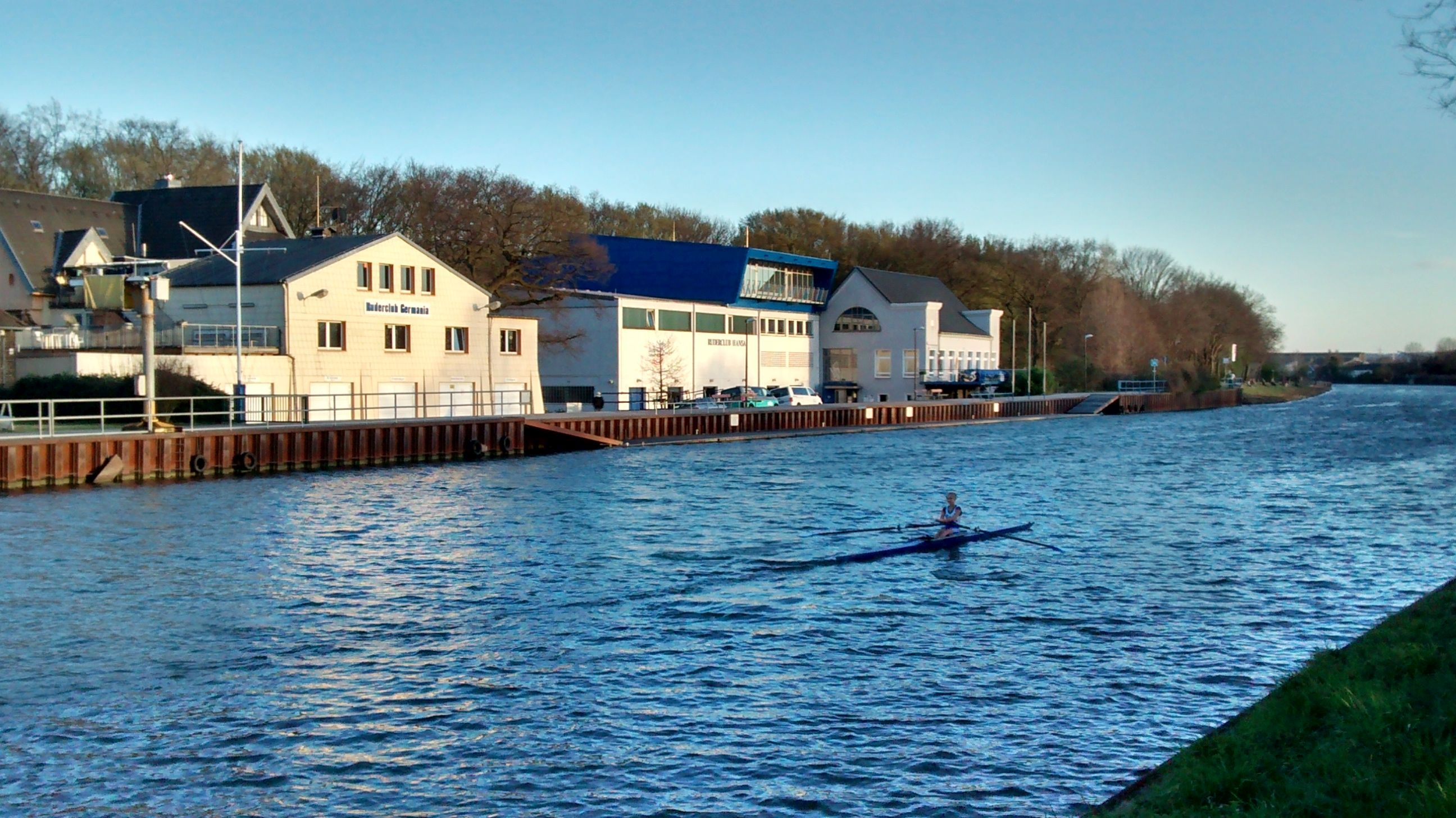
Steganlagen und Bootshäuser der Ruderclubs Germania und Hansa (2014)

Der Ruderclub Germania von 1929 e. V. ist ein gemeinnütziger Ruderverein in Dortmund.
Der Verein ist Mitglied des  Deutschen Ruderverbands und widmet sich dem Rudersport im Breiten- und Wettkampfsport. Im Rennsport wurden seit der Gründung mehr als 900 Regattasiege errungen. Schwerpunkte der Vereinsarbeit sind jedoch der Breitensport und die Jugendförderung.
Der Vereinssitz befindet sich im Städtischen Bootshaus in Dortmund am Dortmund-Ems-Kanal in unmittelbarer Nachbarschaft zum Bundesleistungszentrum Rudern Dortmund, dem Ruderclub Hansa von 1898 und der Kanuabteilung des Freie[n] Sportverein[s] 1898 Dortmund. Im Bootshaus befinden sich neben dem umfangreichen Bootspark des Vereins mit über 150 Bootsplätzen der Vereinssaal und der Kraftraum mit Sportgeräten für das Wettkampf- und Wintertraining.